# Религия в Белизе

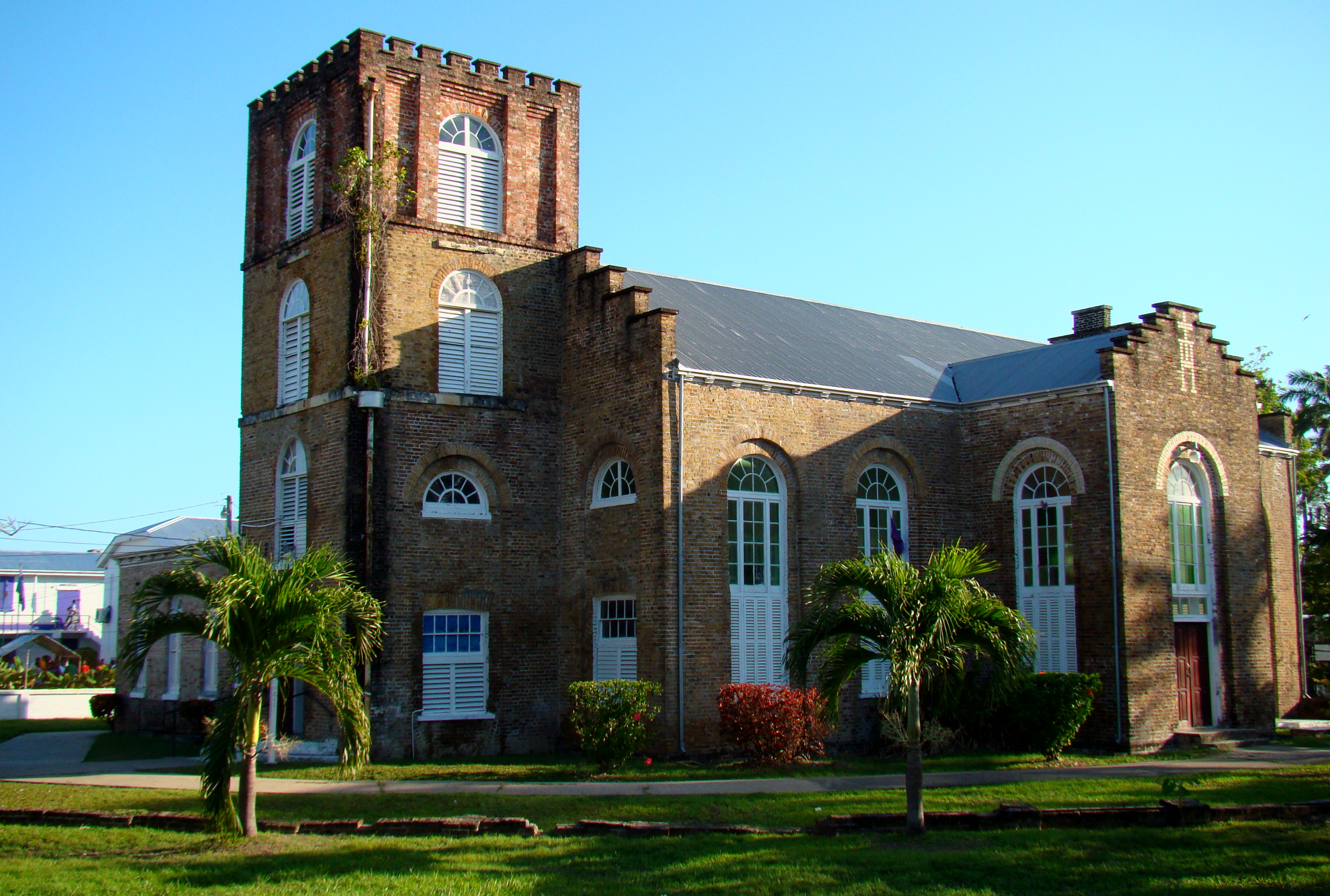
Англиканский собор в Белизе.

Почти половина населения Белиза исповедует католицизм. Протестанты составляют 29 % (из них: пятидесятники из Ассамблеи Бога 7,4 %, англикане 5,3 %, адвентисты седьмого дня 5,2 %, меннониты 4,1 %), баптисты 3,5 процента и методисты 3,5 процента. Есть около 6 000 назарян, индуистов, бахаи, буддистов, свидетелей Иеговы, мормонов, мусульман и прочих. За исключением меннонитов и пятидесятников, которые живут в основном в сельских районах Кайо и Ориндж-Уолк, члены этих групп живут в столице страны. Католики живут по всей стране и составляют большинство во всех округах, кроме двух — Белизе и Кайо. Около 10 процентов граждан считает себя атеистами.

## Католицизм
В начале XVI века территория Белиза была завоёвана Испанией. Первые католики-переселенцы появились на территории сегодняшнего Белиза в первой половине XVII века.
С 1836 года на эти земли распространял свою юрисдикцию апостольский викариат Ямайки (сегодня — архиепархия Кингстона). В 1888 году Святой Престол учредил апостольскую префектуру Британского Гондураса, которая в 1893 году была преобразована в апостольский викариат. Пастырское попечение над католиками, проживавшими в Британском Гондурасе, было поручено иезуитам.
В 1956 году была учреждена епархия Белиза, которая в 1983 году была переименована в епархию Белиза — Бельмопана. Сегодня эта епархия входит в митрополию Кингстона.
В 1983 году Белиз посетил с пастырским визитом Римский папа Иоанн Павел II.

## Религиозные меньшинства
Индуизм исповедует большинство индийских иммигрантов, в то время как ислам распространён среди иммигрантов из Ближнего Востока. Греческая православная церковь располагается в Сан-Игнасио. Свидетели Иеговы значительно расширили своё влияние в последние годы. Около 3 % населения посетили по крайней мере одно религиозное собрание Свидетелей в 2007 году. Церковь Иисуса Христа Святых последних дней имеет 3 300 последователей в стране.

## Свобода вероисповедания
Конституция Белиза гарантирует свободу вероисповедания в стране, также имеется ряд законов и нормативно-правовых актов, в которых закреплены религиозные права граждан. Правительство Белиза на всех уровнях защищает это право. В 2008 году государственный департамент США не публиковал сообщения о дискриминации по признаку религиозной принадлежности в Белизе.